# Xã Watalula, Quận Franklin, Arkansas
Xã Watalula (tiếng Anh: Watalula Township) là một xã thuộc quận Franklin, tiểu bang Arkansas, Hoa Kỳ. Năm 2010, dân số của xã này là 525 người.